# الخالدية (القويعية)
مركز الخالدية هو مركزٌ إداري تابعٌ لمحافظة القويعية في منطقة الرياض ، ويصنف من فئة (ب) ورمزها 1221.